# San Giovanni Evangelista a Spinaceto (títol cardenalici)
San Giovanni Evangelista a Spinaceto (en llatí: Titulus Sancti Ioannis Evangelistae in Spinaceto) és un títol cardenalici instituït pel papa Joan Pau II el 25 de maig de 1985 . El títol fa referència a l'església de San Giovanni Evangelista a Spinaceto, que n'és la seu parroquial des del 1969.

## Titulars
- Miguel Obando Bravo, S.D.B. (25 de maig de 1985 - 3 de juny de 2018)
- Álvaro Leonel Ramazzini Imeri, des del 5 d'octubre de 2019